# Rhône-et-Loire
Het departement Rhône-et-Loire was een van de 83 oorspronkelijke departementen die werden gecreëerd tijdens de Franse Revolutie, op 4 maart 1790 door uitvoering van de wet van 22 december 1789. Het grondgebied besloeg de oude provincies van de Forez, de Lyonnais en de Beaujolais.
In 1793 werd het departement gesplitst in de huidige departementen Rhône en Loire. Aanleiding hier was de opstand in dat jaar van de stad Lyon tegen de Nationale Conventie.